# Монгийем
Монгийе́м (фр. Monguilhem) — коммуна во Франции, находится в регионе Юг — Пиренеи. Департамент — Жер. Входит в состав кантона Ногаро. Округ коммуны — Кондом.
Код INSEE коммуны — 32271.

## География
Коммуна расположена приблизительно в 590 км к югу от Парижа, в 135 км западнее Тулузы, в 70 км к западу от Оша.
На востоке коммуны протекает река Миду.

## Климат
Климат умеренно-океанический. Лето жаркое и немного дождливое, температура часто превышает 35 °С. Зимой часто бывает отрицательная температура и ночные заморозки. Годовое количество осадков — 700—900 мм.

## Население
Население коммуны на 2010 год составляло 285 человек.
| 1962 | 1968 | 1975 | 1982 | 1990 | 1999 | 2010 |
| ---- | ---- | ---- | ---- | ---- | ---- | ---- |
| 345  | 298  | 329  | 266  | 256  | 303  | 285  |

## Администрация
| Период | Период | Фамилия    | Партия | Примечания |
| ------ | ------ | ---------- | ------ | ---------- |
| 2001   | 2020   | Жан Дюсере |        |            |

## Экономика
В 2010 году среди 154 человек трудоспособного возраста (15-64 лет) 111 были экономически активными, 43 — неактивными (показатель активности — 72,1 %, в 1999 году было 72,5 %). Из 111 активных жителей работали 104 человека (55 мужчин и 49 женщин), безработных было 7 (4 мужчины и 3 женщины). Среди 43 неактивных 8 человек были учениками или студентами, 27 — пенсионерами, 8 были неактивными по другим причинам.